# Jorgeus
Jorgeus är ett släkte av steklar. Jorgeus ingår i familjen brokparasitsteklar.
Kladogram enligt Catalogue of Life:
| Jorgeus | \| \| Jorgeus genesisii \| \| \| \| \| \| Jorgeus jimenezi \| \| \| \| |
|         | \| \| Jorgeus genesisii \| \| \| \| \| \| Jorgeus jimenezi \| \| \| \| |
|         | Jorgeus genesisii                                                      |
|         |                                                                        |
|         | Jorgeus jimenezi                                                       |
|         |                                                                        |